# 德羅納
德羅納在摩訶婆羅多中是俱盧族和般度族的上師。德羅納出生自婆羅門，自幼好學，長大後娶了慈憫大師的妹妹潔里波為妻，兩人有一子名馬嘶，又得到持斧羅摩賜予使用所用武器的神力。後來，德羅納受持國所聘，教授各王子，德羅納作為訓練，先後派迦爾納、難敵及阿周那捉拿木柱王，木柱王原是德羅納年少時的好友，但長大後不屑德羅納貧窮而斷絕來往，最終只有阿周那成功捉到木柱王，德羅納最後都放走木柱王，但木柱王為此懷仇在心。俱盧大戰爆發，德羅納接替毗濕摩成為俱盧族的主將，而般度族則娶了木柱王的女兒黑公主為妻，與木柱王結為同盟，最終德羅納被木柱王的兒子猛光所殺。